# Przełączka nad Maszynką
Przełączka nad Maszynką (ok. 1910 m n.p.m.) – przełęcz na Mięguszowieckim Filarze w Tatrach Polskich pomiędzy Wyżnią Turnią nad Maszynką (ok. 1960 m) a Pośrednią Turnią nad Maszynką (ok. 1915 m). Jest szeroka, trawiasta i jest jedynym w Filarze Mięguszowieckim wcięciem zasługującym na nazwę przełęczy. Z przełęczy tej opada na wschód potężny żleb zwany Wyżnią Maszynką (jest to górna część Maszynki do Mięsa).
Wyżnia Turnia nad Maszynką opada na Przełączkę nad Maszynką skalnym uskokiem o 50-metrowej wysokości, Pośrednia Turnia nad Maszynką wznosi się nad tą przełęczą tylko 15 m, a jej szczyt oddalony jest od przełęczy około 20 m. Przez przełęcz przechodzi się w czasie pokonywania Mięguszowieckiego Filara, prowadzi tutaj też droga z Siodełka nad Czołówką.
Autorem nazwy przełęczy jest Władysław Cywiński. Nawiązuje ona do nazwy żlebu Maszynka do Mięsa.